# Schoenoplectiella hotarui
Schoenoplectiella hotarui är en halvgräsart som först beskrevs av Jisaburo Ohwi, och fick sitt nu gällande namn av J.Jung och H.K.Choi. Schoenoplectiella hotarui ingår i släktet Schoenoplectiella och familjen halvgräs. Inga underarter finns listade i Catalogue of Life.